# POMT2
La proteína O-manosil-transferasa 2 es una enzima que en humanos está codificada por el gen POMT2 . Transfiere residuos manosilo al grupo hidroxilo de residuos serina o treonina. La coexpresión de POMT1 y POMT2 es necesaria para la actividad enzimática, la expresión de POMT1 o POMT2 por sí sola es insuficiente. Esencialmente dedicado a la O-manosilación de alfa-DAG1 y algunas otras proteínas, pero no de cadherinas y protocaherinas.

## Función
POMT2 codifica una proteína de membrana integral del retículo endoplásmico (RE) que comparte una similitud de secuencia significativa con una familia de proteínas O-manosiltransferasas de S. cerevisiae.